# Valser Bach (Taschinasbach)
Der Valser Bach ist ein etwa 8 Kilometer langer Bach im Prättigau, der zusammen mit dem etwas grösseren Canibach den Taschinasbach bildet. Der Bach durchfliesst praktisch nur unbesiedeltes Gebiet.

## Geographie

### Verlauf
Der Valser Bach entsteht aus mehreren Quellbächen auf etwa 2100 m ü. M. am Fusse von Schwarz Chopf und Lüneregg (beide mit Höhen von knapp 2300 m ü. M.), nahe bei Golrosa, dem Übergang ins nächste Seitental des Prättigaus. Auf der anderen Seite befindet sich der Girenspitz mit einer Höhe von 2300 m ü. M. Ebenfalls sehr nahe das Gafalljoch in 2237 m ü. M. wo sich der Übergang zu Vorarlberg in Österreich befindet. Die verschiedenen Quellbäche fliessen grob in Richtung Westen und vereinen sich bis Hintersäss, welches auf etwa 1900 m ü. M. am Fuss der Kanzelköpfe befindet.
Der Valser Bach durchfliesst sein Tal, während ihm weiterhin viele kleinere Bäche von beiden Seiten zufliessen. Nach ca. 3,5 km passiert der Bach Vordersäss auf etwa 1700 m ü. M. Ab da gräbt sich der Bach nun deutlich tiefer ins umliegende Gelände. In den folgenden knapp 2 Kilometern sinkt der Bach um etwa 400 Höhenmeter ab und befindet sich dann im Valsertobel.
Dort durchfliesst er nun während des letzten Abschnitts eine von Wald umgebene Schlucht, bis er schliesslich von links mit dem etwas grösseren Canibach auf einer Höhe von etwa 1020 m ü. M. zusammenfliesst, mit welchem er sich zum Taschinasbach vereint.

### Einzugsgebiet
Das 21,6 km² grosse Einzugsgebiet des Valser Bachs liegt im Rätikon und wird durch ihn über den Taschinasbach, die Landquart und den Rhein zur Nordsee entwässert.
Es besteht zu 30,1 % aus bestockter Fläche, zu 39,0 % aus Landwirtschaftsfläche, zu 0,2 % aus Siedlungsflächen und zu 30,6 % aus unproduktiven Flächen.
Flächenverteilung
Die mittlere Höhe des Einzugsgebietes beträgt 1903,7 m ü. M. Der höchste Punkt im Einzugsgebiet befindet sich an der Schesaplana auf 2930 m ü. M.

## Hydrologie
Beim Zusammenfluss des Valser Bachs mit dem Canibach zum Taschinasbach beträgt seine modellierte mittlere Abflussmenge (MQ) 980 l/s. Sein Abflussregimetyp ist nival alpin, und seine Abflussvariabilität beträgt 18.